# Филип Крајиновић
Филип Крајиновић  (Сомбор, 27. фебруар 1992) бивши је српски тенисер. Најбољи пласман на АТП листи му је 26. место које је достигао 23. априла 2018. Први запаженији резултат имао је у Београду, где је дошао до првог полуфинала на АТП турнирима. На том турниру је остварио победу над другим тенисером света, пошто му је Новак Ђоковић предао меч.

## Јуниорска конкуренција
Тенис је почео да игра са 5 година. Са 15 година, 2007. године сели се у Академију Ника Болетерија. Има уговор са менаџерском агенцијом Ај-Ем-Џи. Крајиновић је више пута проглашен за једног од најталентованијих тенисера у свом узрасту, а сам Болетери га је у интервјуу Индепенденту упоредио са Агасијем.
У јуниорској конкуренцији Крајиновић је два пута играо у полуфиналу Гренд слем турнира, 2008. (Вимблдон и Отворено првенство САД). Као петнаестогодишњак почео је да игра на професионалним турнирима.

## Професионална каријера
У јуну 2008. играо је два финала на фјучерс турнирима у САД а у августу 2009. играо је и финале челенџер турнира у шпанском Сан Себастијану. Сва три финала је изгубио али је на АТП листи доспео до 293. позиције, што је најбољи пласман играча који нема навршених 18 година.
Први АТП турнир играо је у Србији, где је добио позивницу за прво Отворено првенство Србије у тенису у Београду. У првом колу тог турнира, Марсел Гранољерс га је поразио у три сета. Годину 2009. завршио је на 351. месту на АТП листи.
Наредне године играо је на Мајами мастерсу, на ком је у првом колу изгубио од Џејмса Блејка са 7:6, 4:6, 4:6. Поново је добио позивницу за АТП турнир у Београду. Победе над Јевгенијем Донским и Орасијем Зебаљосем су му биле прве победе на неком АТП турниру. У четвртфинале овог турнира састао се са браниоцем титуле, Новаком Ђоковићем. Ђоковић му је предао меч, чиме је Крајиновић остварио прву победу над играчима из првих пет, и први пласман у полуфинале. На путу до финала га је зауставио каснији шампион Сем Квери.
У априлу 2019., у финалу челенџера Софија Антиполис у Француској је поражен од Дастина Брауна

### 2017. Мастерс финале и Дејвис куп полуфинале
Највећи успех у каријери остварио је на мастерсу у Паризу 2017. када је као квалификант стигао до финала (први још од Јежија Јановича 2012) Као 77. на АТП листи био је најлошије рангирани финалиста неког мастерса још од Андреја Павела на париском мастерсу 2003. (био на 191. месту) Такође, то му је био тек други АТП турнир у сезони и пето учешће на неком мастерсу у каријери. На путу до финала савладао је Јуичија Сугиту, Сема Кверија и Николу Маија да би му у четвртфиналу меч пре почетка предао Рафаел Надал услед повреде. У полуфиналу је избацио још једног Американца, Џона Изнера. Коначно, у финалу се састао са Џеком Соком где и поред добијеног првог сета ипак није успео да дође до победе. Овим резултатом Крајиновић је напредовао на 33. место најбољих тенисера света.

## Уговори
Крајиновић има потписане уговоре са произвођачем спортске опреме Најки и произвођачем рекета Вилсон.

## Финала АТП мастерс 1000 серије

### Појединачно: 1 (0:1)
| Исход     | Бр. | Година | Турнир | Подлога   | Противник | Резултат      |
| --------- | --- | ------ | ------ | --------- | --------- | ------------- |
| Финалиста | 1.  | 2017.  | Париз  | Тврда (д) | Џек Сок   | 7:5, 4:6, 1:6 |

## АТП финала

### Појединачно: 5 (0:5)
| Легенда                        |
| ------------------------------ |
| Гренд слем турнири (0:0)       |
| Завршно првенство сезоне (0:0) |
| АТП мастерс 1000 (0:1)         |
| АТП 500 (0:2)                  |
| АТП 250 (0:2)                  |

| Финала по подлози |
| ----------------- |
| Тврда (0:2)       |
| Шљака (0:2)       |
| Трава (0:1)       |

| Финала по локацији |
| ------------------ |
| Отворено (0:3)     |
| Дворана (0:2)      |

| Исход     | Бр. | Датум             | Турнир               | Подлога   | Противник          | Резултат      |
| --------- | --- | ----------------- | -------------------- | --------- | ------------------ | ------------- |
| Финалиста | 1.  | 5. новембар 2017. | Париз, Француска     | Тврда (д) | Џек Сок            | 7:5, 4:6, 1:6 |
| Финалиста | 2.  | 28. април 2019.   | Будимпешта, Мађарска | Шљака     | Матео Беретини     | 6:4, 3:6, 1:6 |
| Финалиста | 3.  | 20. октобар 2019. | Стокхолм, Шведска    | Тврда (д) | Денис Шаповалов    | 4:6, 4:6      |
| Финалиста | 4.  | 18. јул 2021.     | Хамбург, Немачка     | Шљака     | Пабло Карењо Буста | 2:6, 4:6      |
| Финалиста | 5.  | 19. јун 2022.     | Лондон, В. Британија | Трава     | Матео Беретини     | 5:7, 4:6      |

## Финала АТП челенџера и ИТФ фјучерса

### Појединачно: 25 (12:13)
| Легенда          |
| ---------------- |
| Челенџери (10:7) |
| Фјучерси (2:6)   |

| Финала по подлози |
| ----------------- |
| Тврда (2:1)       |
| Шљака (10:12)     |
| Трава (0:0)       |
| Тепих (0:0)       |

| Финала по локацији |
| ------------------ |
| Отворено (12:13)   |
| Дворана (0:0)      |

| Исход     | Бр. | Датум               | Турнир                      | Подлога | Противник             | Резултат                |
| --------- | --- | ------------------- | --------------------------- | ------- | --------------------- | ----------------------- |
| Финалиста | 1.  | 28. јун 2009.       | Чико, САД, F14              | Тврда   | Рајан Харисон         | 3:6, 4:6                |
| Финалиста | 2.  | 5. јул 2009.        | Рочестер, САД, F15          | Шљака   | Василис Мазаракис     | 2:6, 0:6                |
| Финалиста | 3.  | 23. август 2009.    | Сан Себастијан, Шпанија     | Шљака   | Тимо де Бакер         | 2:6, 3:6                |
| Финалиста | 4.  | 12. јун 2010.       | Кошице, Словачка            | Шљака   | Рубен Р. Идалго       | 3:6, 2:6                |
| Финалиста | 5.  | 1. септембар 2013.  | Битом, Пољска, F5           | Шљака   | Блаж Рола             | предаја                 |
| Финалиста | 6.  | 29. септембар 2013. | Агадир, Мароко, F4          | Шљака   | Ламин Уахаб           | 1:6, 6:7(2:7)           |
| Финалиста | 7.  | 6. октобар 2013.    | Тарудант, Мароко, F5        | Шљака   | Ламин Уахаб           | 7:6(7:5), 4:6, 1:6      |
| Финалиста | 8.  | 13. октобар 2013.   | Будимпешта, Мађарска, F2    | Шљака   | Пјотр Гадомски        | 4:6, 7:6(7:4), 3:6      |
| Победник  | 1.  | 6. април 2014.      | Харлинџен, САД, F10         | Тврда   | Данијел Сметхерст     | 6:2, 6:4                |
| Победник  | 2.  | 13. април 2014.     | Литл Рок, САД, F11          | Тврда   | Данијел Сметхерст     | 6:1, 7:6(7:3)           |
| Финалиста | 9.  | 21. април 2014.     | Сарасота, САД               | Шљака   | Ник Кириос            | 6:7(10:12), 4:6         |
| Победник  | 3.  | 1. јун 2014.        | Виченца, Италија            | Шљака   | Норберт Гомбош        | 6:4, 6:4                |
| Победник  | 4.  | 3. август 2014.     | Кортина д'Ампецо, Италија   | Шљака   | Федерико Гајо         | 2:6, 7:6(7:5), 7:5      |
| Победник  | 5.  | 11. јул 2015.       | Брауншвајг, Немачка         | Шљака   | Пол-Анри Матје        | 6:2, 6:4                |
| Победник  | 6.  | 23. август 2015.    | Корденонс, Италија          | Шљака   | Адријан Унгур         | 5:7, 6:4, 4:1 (предаја) |
| Финалиста | 10. | 4. октобар 2015.    | Рим 2, Италија              | Шљака   | Федерико Делбонис     | 6:1, 3:6, 4:6           |
| Финалиста | 11. | 7. мај 2016.        | Рим, Италија                | Шљака   | Кајл Едмунд           | 6:7(2:7), 0:6           |
| Финалиста | 12. | 28. август 2016.    | Манербио, Италија           | Шљака   | Леонардо Мајер        | 6:7(3:7), 5:7           |
| Победник  | 7.  | 21. мај 2017.       | Хајлброн, Немачка           | Шљака   | Норберт Гомбош        | 6:3, 6:2                |
| Победник  | 8.  | 8. јул 2017.        | Марбург, Немачка            | Шљака   | Седрик-Марсел Штебе   | 6:2, 6:3                |
| Победник  | 9.  | 6. август 2017.     | Бјела, Италија              | Шљака   | Салваторе Карузо      | 6:3, 6:2                |
| Победник  | 10. | 1. октобар 2017.    | Рим, Италија                | Шљака   | Данијел Химено-Травер | 6:4, 6:3                |
| Победник  | 11. | 7. октобар 2017.    | Алмати, Казахстан           | Шљака   | Ласло Ђере            | 6:0, 6:3                |
| Финалиста | 13. | 7. април 2019.      | Софија Антиполис, Француска | Шљака   | Дастин Браун          | 3:6, 5:7                |
| Победник  | 12. | 19. мај 2019.       | Хајлброн, Немачка (2)       | Шљака   | Артур де Греф         | 6:3, 6:1                |

### Парови: 1 (1:0)
| Легенда         |
| --------------- |
| Челенџери (1:0) |
| Фјучерси (0:0)  |

| Финала по подлози |
| ----------------- |
| Тврда (0:0)       |
| Шљака (1:0)       |
| Трава (0:0)       |
| Тепих (0:0)       |

| Финала по локацији |
| ------------------ |
| Отворено (1:0)     |
| Дворана (0:0)      |

| Исход    | Бр. | Датум           | Турнир         | Подлога | Партнер       | Противници                          | Резултат |
| -------- | --- | --------------- | -------------- | ------- | ------------- | ----------------------------------- | -------- |
| Победник | 1.  | 11. април 2015. | Напуљ, Италија | Шљака   | Илија Бозољац | Александар Бури Николоз Басилашвили | 6:1, 6:2 |

## Учинак на турнирима у појединачној конкуренцији
| Легенда | Легенда                                    | Легенда | Легенда                          |
| ------- | ------------------------------------------ | ------- | -------------------------------- |
| О/И     | однос освајања турнира и играња на турниру | Поб–пор | однос побједа и пораза           |
| НО      | турнир није одржан те године               | Н       | није учествовао на турниру       |
| КВ      | изгубио у квалификацијама                  | 1К      | изгубио у првом колу             |
| 2К      | изгубио у другом колу                      | 3К      | изгубио у трећем колу            |
| 4К      | изгубио у четвртом колу                    | ГФ      | изгубио у групној фази такмичења |
| ЧФ      | изгубио у четвртфиналу                     | ПФ      | изгубио у полуфиналу             |
| Ф       | изгубио у финалу                           | П       | освојио турнир                   |

| Година                  | 2008. | 2009. | 2010. | 2011. | 2012. | 2013. | 2014. | 2015. | 2016. | 2017. | 2018. | 2019. | 2020. | 2021. | 2022. | 2023. | О/И         | Поб:пор     | %           |
| ----------------------- | ----- | ----- | ----- | ----- | ----- | ----- | ----- | ----- | ----- | ----- | ----- | ----- | ----- | ----- | ----- | ----- | ----------- | ----------- | ----------- |
| ОП Аустралије           | Н     | Н     | Н     | Н     | Н     | Н     | КВ1   | 1K    | 1K    | Н     | Н     | 3K    | 2K    | 3K    | 1K    | 1K    | 0 / 7       | 5:7         | 42%         |
| Ролан Гарос             | Н     | Н     | Н     | Н     | 1K    | Н     | КВ3   | 1K    | Н     | КВ2   | Н     | 3K    | 1K    | 2K    | 3K    | 1K    | 0 / 7       | 5:7         | 45%         |
| Вимблдон                | Н     | Н     | КВ1   | Н     | КВ1   | Н     | КВ2   | 1К    | Н     | КВ1   | 1К    | 1К    | НО    | 1К    | 2К    | Н     | 0 / 5       | 1:5         | 17%         |
| ОП САД                  | Н     | Н     | КВ2   | Н     | Н     | Н     | 1К    | 2К    | Н     | КВ2   | 1К    | 1К    | 3К    | 1К    | 1К    |       | 0 / 7       | 3:7         | 30%         |
| Поб:пор на г. с.        | 0:0   | 0:0   | 0:0   | 0:0   | 0:1   | 0:0   | 0:1   | 1:4   | 0:1   | 0:0   | 0:2   | 4:4   | 3:3   | 3:4   | 3:4   | 0:2   | 0 / 26      | 14:26       | 35%         |
| Репрезентација          |       |       |       |       |       |       |       |       |       |       |       |       |       |       |       |       |             |             |             |
| Екипно првенство        | Н     | Н     | ГФ    | Н     | Н     | НО    | НО    | НО    | НО    | НО    | НО    | НО    | НО    | НО    | НО    | НО    | 0 / 1       | 0:2         | 0%          |
| АТП куп                 | НО    | НО    | НО    | НО    | НО    | НО    | НО    | НО    | НО    | НО    | НО    | НО    | НО    | ГФ    | ГФ    | НО    | 0 / 2       | 2:1         | 67%         |
| Дејвис куп              | Н     | Н     | Н     | Н     | Н     | Н     | 1К    | ЧФ    | ЧФ    | ПФ    | Н     | ЧФ    | НО    | ПФ    | ГФ    |       | 0 / 6       | 8:4         | 67%         |
| Поб:пор                 | 0:0   | 0:0   | 0:2   | 0:0   | 0:0   | 0:0   | 3:0   | 1:2   | 0:0   | 0:0   | 0:0   | 4:1   | 0:0   | 0:1   | 2:1   | 0:0   | 0 / 9       | 10:7        | 59%         |
| АТП Мастерс 1000 серија |       |       |       |       |       |       |       |       |       |       |       |       |       |       |       |       |             |             |             |
| Индијан Велс            | Н     | Н     | КВ2   | Н     | Н     | Н     | Н     | 1К    | Н     | Н     | 3К    | 4К    | НО    | 3К    | 2К    | 1К    | 0 / 6       | 6:6         | 50%         |
| Мајами                  | Н     | Н     | 1К    | Н     | Н     | Н     | КВ2   | 2К    | Н     | Н     | 4К    | 3К    | НО    | Н     | Н     | Н     | 0 / 4       | 5:4         | 56%         |
| Монте Карло             | Н     | Н     | Н     | Н     | Н     | Н     | Н     | Н     | 1К    | Н     | Н     | Н     | НО    | 3К    | 1К    | 1К    | 0 / 4       | 2:4         | 33%         |
| Мадрид                  | Н     | Н     | Н     | Н     | Н     | Н     | Н     | Н     | Н     | Н     | Н     | Н     | НО    | 1К    | 1К    | 1К    | 0 / 3       | 0:3         | 0%          |
| Рим                     | Н     | Н     | Н     | Н     | Н     | Н     | Н     | Н     | Н     | Н     | Н     | Н     | 3К    | 1К    | 3К    | 1К    | 0 / 4       | 4:4         | 50%         |
| Канада                  | Н     | Н     | Н     | Н     | Н     | Н     | Н     | Н     | Н     | Н     | 1К    | Н     | НО    | Н     | 1К    | Н     | 0 / 2       | 0:2         | 0%          |
| Синсинати               | Н     | Н     | Н     | Н     | Н     | Н     | Н     | Н     | Н     | Н     | 1К    | Н     | ЧФ    | 1К    | 2К    | Н     | 0 / 4       | 4:4         | 50%         |
| Шангај                  | НМС   | Н     | Н     | Н     | Н     | Н     | КВ2   | Н     | Н     | Н     | 1К    | 1К    | НО    | НО    | НО    |       | 0 / 2       | 0:2         | 0%          |
| Париз                   | Н     | Н     | Н     | Н     | Н     | Н     | Н     | Н     | Н     | Ф     | 1К    | Н     | 1К    | 1К    | Н     |       | 0 / 4       | 4:4         | 50%         |
| Поб:пор на м. т.        | 0:0   | 0:0   | 0:1   | 0:0   | 0:0   | 0:0   | 0:0   | 1:2   | 0:1   | 4:1   | 3:6   | 5:3   | 5:3   | 3:6   | 4:6   | 0:4   | 0 / 33      | 25:33       | 43%         |
| Пласман на крају године | 593   | 352   | 214   | 1403  | 420   | 226   | 100   | 101   | 234   | 34    | 94    | 40    | 31    | 42    | 54    |       | 6.138.952 $ | 6.138.952 $ | 6.138.952 $ |

## Победе над топ 10 тенисерима
Крајиновић има однос победа и пораза 4:29 (12,1%) против тенисера који су у време одигравања меча били рангирани међу првих 10 на АТП листи.
| Сезона | 2008. | 2009. | 2010. | 2011. | 2012. | 2013. | 2014. | 2015. | 2016. | 2017. | 2018. | 2019. | 2020. | 2021. | 2022. | 2023. | Укупно |
| Победе | 0     | 0     | 1     | 0     | 0     | 0     | 0     | 0     | 0     | 0     | 0     | 0     | 1     | 1     | 1     | 0     | 4      |

| #     | Играч            | Позиција | Турнир           | Подлога | Коло | Резултат      | Позиција Крајиновића |
| ----- | ---------------- | -------- | ---------------- | ------- | ---- | ------------- | -------------------- |
| 2010. |                  |          |                  |         |      |               |                      |
| 1.    | Новак Ђоковић    | Бр. 2    | Београд, Србија  | Шљака   | ЧФ   | 6:4 (предаја) | Бр. 319              |
| 2020. |                  |          |                  |         |      |               |                      |
| 2.    | Доминик Тим      | Бр. 3    | Синсинати, САД   | Тврда   | 2К   | 6:2, 6:1      | Бр. 32               |
| 2021. |                  |          |                  |         |      |               |                      |
| 3.    | Стефанос Циципас | Бр. 4    | Хамбург, Немачка | Шљака   | ЧФ   | 3:6, 6:1, 6:3 | Бр. 44               |
| 2022. |                  |          |                  |         |      |               |                      |
| 4.    | Андреј Рубљов    | Бр. 7    | Рим, Италија     | Шљака   | 2К   | 6:2, 6:4      | Бр. 54               |